# Vol Eastern Air Lines 212
Le 11 septembre 1974, un Douglas DC-9 effectuant le vol Eastern Air Lines 212, un vol intérieur régulier reliant l'aéroport international de Charleston, en Caroline du Sud, à l'aéroport international O'Hare de Chicago, dans l'Illinois, avec une escale intermédiaire à Charlotte, en Caroline du Nord, s'est écrasé lors de la phase d'approche vers l'aéroport international de Charlotte/Douglas, tuant 72 des 82 personnes à bord.
Une enquête menée par le Conseil national de la sécurité des transports (NTSB) a déterminé que de multiples erreurs commises par l'équipage étaient la cause principale de l'accident.

## Avion et équipage
L'appareil impliqué est un Douglas DC-9-31, un biréacteur court/moyen-courrier âgé de cinq ans et immatriculé N8984E, qui a été livré à Eastern Air Lines le 30 janvier 1969.  
Le commandant de bord est James E. Reeves (49 ans), qui travaille pour Eastern Air Lines depuis 1956 et totalise 8 876 heures de vol à son acti, dont 3 856 heures sur DC-9.  
Le copilote est James M. Daniels Jr. (36 ans). Il travaille pour la compagnie aérienne depuis 1966 et totalise 3 016 heures de vol, dont 2 693 heures sur DC-9.

## Accident
À 7 h 34, alors qu'il effectue une approche aux instruments, avec une visibilité réduite en raison d'un épais brouillard, sur la piste 36 de l'aéroport international de Charlotte/Douglas, le vol 212 s'est écrasé dans un champ de maïs, situé à 5 km du seuil de la piste d'atterrissage, puis s'est brisé en percutant des arbres avant de prendre feu.
L'accident fait 72 morts parmi les 82 passagers et membres d'équipage présents à bord. Treize d'entre eux ont survécu au choc initial, dont le copilote et un agent de bord ; trois de ces survivants sont morts des suites de brûlures graves, plusieurs jours après l'accident.

## Enquête et recommandations
Lors de l'enquête sur cet accident, le Conseil national de la sécurité des transports (NTSB) a examiné l'enregistreur phonique (CVR) et a découvert que l'équipage avait eu des conversations inutiles et « non pertinentes » pendant la phase d'approche. Le NTSB a conclu que de telles conversations ont pu distraire les pilotes de leurs tâches à effectuer pendant les phases critiques du vol, telles que l'approche aux instruments jusqu'à l'atterrissage, et a recommandé que la Federal Aviation Administration (FAA) établisse des règles et enseigne aux pilotes à se concentrer exclusivement sur les tâches liées au vol lorsqu'ils sont à basse altitude. On s'est rendu compte plus tard que cette règle devait également s'appliquer aux décollages ; par exemple, l'absence d'un environnement de « cockpit stérile » a été un facteur contributif au crash du vol Air Florida 90, le 13 janvier 1982. La FAA, après plus de six ans de réflexion, a finalement publié la règle du cockpit stérile en 1981.
Le NTSB a également constaté que l'équipage tentait apparemment de localiser visuellement l'aéroport tout en exécutant une approche aux instruments par faible visibilité à basse altitude. En outre, une tentative persistante d'identifier visuellement la tour du parc d'attractions Carowinds à proximité, connue sous le nom de « Carowinds Tower » par les pilotes, qui s'élevait à 340 pieds (105 m) au-dessus du niveau du sol, a pu distraire et perturber davantage l'équipage du vol 212. Le copilote utilisait les commandes de vol et le commandant de bord n'a fait aucune des annonces d'altitude requises, ce qui a aggravé le manque presque total de conscience de l'altitude de l'équipage.
Au cours de l'enquête, la question de l'inflammabilité des matériaux composants les vêtements des passagers a été soulevée. Il a été prouvé que les passagers qui portaient des vêtements en fibres synthétiques ont subi des brûlures nettement plus graves lors de l'incendie qui a suivi l'accident que les passagers qui portaient des vêtements en fibres naturelles.
Le NTSB a publié son rapport final le 23 mai 1975, concluant que l'accident avait été causé par le manque de conscience de l'altitude par l'équipage, survenue à des moments critiques pendant l’approche, et par un manque de discipline dans le poste de pilotage, l’équipage n’ayant pas suivi la procédure standard prescrite.